# Công ty Hudson's Bay
Công ty Hudson's Bay (HBC) (tiếng Pháp: Compagnie de la Baie d'Hudson) là một tập đoàn kinh doanh bán lẻ Anh-Canada nhưng hiện thuộc sở hữu của người Mỹ. Là một doanh nghiệp buôn bán lông thú trong suốt thời gian tồn tại, HBC hiện sở hữu và điều hành các cửa hàng bán lẻ ở Canada và Hoa Kỳ.